# Oděské katakomby
Katakomby v Oděse na Ukrajině jsou nejrozsáhlejším komplexem katakomb světa s odhadovanou souhrnnou délkou na 2500 km. Vznikly těžením kamene pro stavbu nově založeného města nad zemí a ve druhé světové válce byly užívány partyzány pro vytrvalý odboj proti nacistickému Německu. V současnosti je v nich umístěno například Muzeum partyzánské slávy. Některé chodby už se sesunuly a na povrchu kvůli tomu někdy dochází k propadům. To je důvod, proč se v milionové Oděse nepočítá s metrem.